# Javier Moreno (wielrenner)
Javier Moreno Bazán (Jaén, 18 juli 1984) is een Spaans wielrenner die anno 2022 rijdt voor Glassdrive Q8 Anicolor. Hij reed eerder voor onder meer Andalucía-Cajasur, Caja Rural, Movistar, Bahrain-Merida, Delko Marseille Provence en Efapel. In 2020 had de Spanjaard geen contract. Moreno werd in 2005 Spaans kampioen bij de beloften.
Een opmerkelijk incident deed zich voor tijdens de Ronde van Italië van 2017. Na afloop van de vierde etappe naar de Etna werd Moreno uitgesloten van verdere deelname en kreeg een boete van 200 Zwitserse Frank. Hij had tijdens de etappe Sky-renner Diego Rosa bij zijn shirt gepakt en vervolgens een duw in het publiek gegeven. Rosa kwam daarbij ten val. Het voorval was duidelijk op de tv-beelden te zien.

## Belangrijkste overwinningen
2005
 Spaans kampioen op de weg, Beloften
2007
4e etappe Ronde van Madrid
2011
3e etappe Ronde van Asturië
Eindklassement Ronde van Asturië
2012
Eind- en puntenklassement Ronde van Castilië en León
1e etappe Ronde van Spanje (ploegentijdrit)
2013
Bergklassement Tour Down Under
Ronde van Madrid
2e etappe Ronde van Asturië
2014
1e etappe Ronde van Spanje (ploegentijdrit)
2015
1e etappe deel B Ruta del Sol
2018
Eindklassement Ronde van Sharjah
Eindklassement Ronde van Aragon
2e etappe Ronde van de Ain

## Resultaten in voornaamste wedstrijden
| Jaar | Ronde van Italië | Ronde van Frankrijk | Ronde van Spanje |
| ---- | ---------------- | ------------------- | ---------------- |
| 2008 |                  |                     | 21e              |
| 2010 |                  |                     | 50e              |
| 2011 |                  |                     |                  |
| 2012 |                  |                     | 66e              |
| 2013 |                  |                     | 76e              |
| 2014 |                  |                     | 90e              |
| 2015 |                  |                     | 80e              |
| 2016 | opgave           |                     |                  |
| 2017 | uitgesloten      | 119e                | opgave           |

| Jaar | Parijs-Roubaix | Ronde van Lombardije | Clásica San Sebastián |  | Wereldranglijsten |
| ---- | -------------- | -------------------- | --------------------- |  | ----------------- |
| 2008 |                |                      |                       |  |                   |
| 2010 |                |                      | 13e                   |  | 251e (UWK)        |
| 2011 |                |                      | 102e                  |  |                   |
| 2012 |                |                      | 66e                   |  | 126e (UWT)        |
| 2013 |                |                      |                       |  | 58e (UWT)         |
| 2014 |                |                      | opgave                |  | 211e (UWT)        |
| 2015 |                | 63e                  | opgave                |  |                   |
| 2016 | opgave         | 28e                  |                       |  |                   |
| 2017 |                |                      | 54e                   |  |                   |

## Ploegen
- 2006 –  Grupo Nicolás Mateos
- 2007 –  Extremadura-Spiuk
- 2008 –  Andalucía-Cajasur
- 2009 –  Andalucía-Cajasur
- 2010 –  Andalucía-Cajasur
- 2011 –  Caja Rural
- 2012 –  Movistar Team
- 2013 –  Movistar Team
- 2014 –  Movistar Team
- 2015 –  Movistar Team
- 2016 –  Movistar Team
- 2017 –  Bahrain-Merida
- 2018 –  Delko Marseille Provence KTM
- 2019 –  Delko Marseille Provence
- 2021 –  Efapel
- 2022 –  Glassdrive Q8 Anicolor